# Rhipidoglossum microphyllum
Rhipidoglossum microphyllum är en orkidéart som beskrevs av Victor Samuel Summerhayes. Rhipidoglossum microphyllum ingår i släktet Rhipidoglossum och familjen orkidéer. Inga underarter finns listade i Catalogue of Life.